# National Football League 1940
La stagione NFL 1940 fu la 21ª stagione sportiva della National Football League, la massima lega professionistica statunitense di football americano. La stagione iniziò l'8 settembre 1940 e si concluse con la finale del campionato che si disputò l'8 dicembre al Griffith Stadium di Washington e che vide la vittoria dei Chicago Bears sui Washington Redskins per 73 a 0, partita che detiene tuttora il record di maggior scarto di punteggio in una partita della NFL.

## Modifiche alle regole
- Venne deciso che la penalità per passaggio in avanti illegale fosse di 5 iarde.
- Venne deciso che le penalità per falli commessi prima di un passaggio in avanti o di un calcio da dietro la linea di scrimmage fossero comminate dal punto dello snap precedente, mentre le penalità per falli commessi in caso si palla libera venissero comminate dal punto del fallo.
- Venne deciso che le iarde di penalità comminate per un fallo non potessero superare la metà della distanza dalla linea di touchdown.
- Venne deciso che la penalità per pass interference di un giocatore dell'attacco commesso nella end zone avversaria, potesse essere scelta tra 15 iarde e la perdita del down o il touchback.

## Stagione regolare
La stagione regolare si svolse in 11 giornate, iniziò l'8 settembre e terminò il 1º dicembre 1940.

### Risultati della stagione regolare
- V = Vittorie, S = Sconfitte, P = Pareggi, PCT = Percentuale di vittorie, PF = Punti Fatti, PS = Punti Subiti
- Nota: nelle stagioni precedenti al 1972 i pareggi non venivano conteggiati nel calcolo della percentuale di vittorie.

| Eastern Division    |   |    |   |     |     |     |
| Squadra             | V | S  | P | PCT | PF  | PS  |
| Washington Redskins | 9 | 2  | 0 | 818 | 245 | 142 |
| Brooklyn Dodgers    | 8 | 3  | 0 | 727 | 186 | 120 |
| New York Giants     | 6 | 4  | 1 | 600 | 131 | 133 |
| Pittsburgh Steelers | 0 | 2  | 7 | 0   | 2   | 60  |
| Philadelphia Eagles | 1 | 10 | 0 | 91  | 111 | 211 |

| Western Division  |   |   |   |     |     |     |
| Squadra           | V | S | P | PCT | PF  | PS  |
| Chicago Bears     | 8 | 3 | 0 | 727 | 238 | 152 |
| Green Bay Packers | 6 | 4 | 1 | 600 | 238 | 155 |
| Detroit Lions     | 5 | 5 | 1 | 500 | 138 | 153 |
| Cleveland Rams    | 4 | 6 | 1 | 400 | 171 | 191 |
| Chicago Cardinals | 2 | 7 | 2 | 222 | 139 | 222 |

## La finale
La finale del campionato si disputò l'8 dicembre al Griffith Stadium di Washington e vide la vittoria dei Chicago Bears sui Washington Redskins per 73 a 0.

## Vincitore
| Vincitori del campionato NFL 1940 Chicago Bears 4º titolo |